# Dorfeld

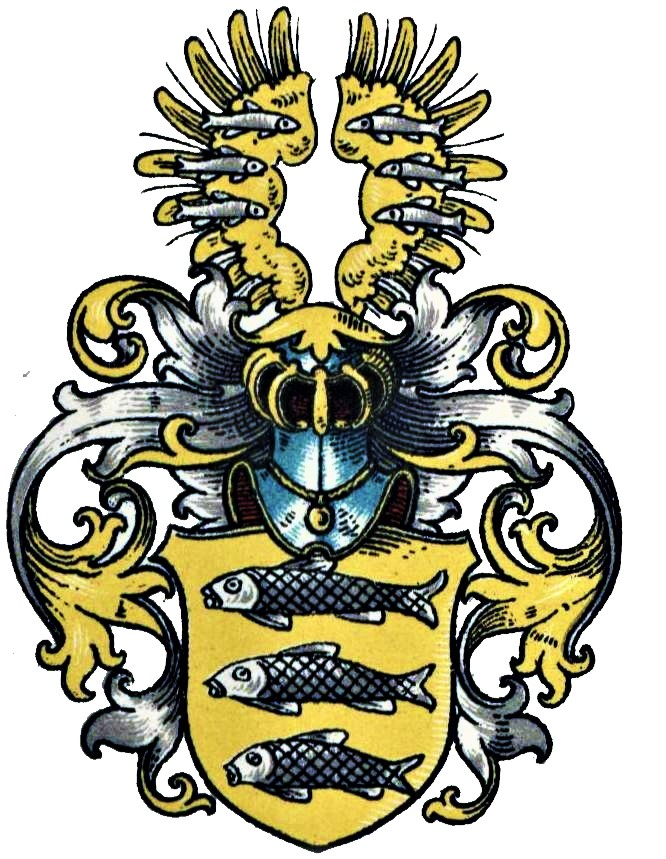
Stammwappen derer von Dorfeld im Wappenbuch des Westfälischen Adels

Dorfeld (auch: Dorfeldt, Dorffelt o. ä.) ist der Name eines westfälisch-hessischen Adelsgeschlechts.
Es wird angenommen, dass ein Zweig der Familie um 1500 in das Baltikum übersiedelte und dort unter dem bis in das 20. Jahrhundert auftretenden Namen Derfelden fortbestand.

## Geschichte
Das Geschlecht hatte seinen gleichnamigen Stammsitz in Dorevelde in unmittelbarer der Nähe von Medebach. Neben Besitz in Medebach saß die Familie auch zu Hoppecke bei Brilon, besaß die Wasserburg Huxhohl, ab 1537 die Steffenburg und Landbesitz um das spätere Haus Kampf, die letzteren drei im nordhessischen Landkreis Waldeck-Frankenberg.
Bertramus de Dorveld erscheint 1144 als Zeuge in einer Urkunde des Klosters St. Marie in Münster. Er lebte noch 1151. Schon 1335 sind sie im Besitz der Wasserburg Hulreshol, die sie bis zum Aussterben in ihrem Besitz behalten. 1445 verpfändete Erzbischof Dietrich II. von Moers das Amt Medebach an Hermann von Dorfeld. 1512 wurde Johann von Dorfelde von dem Kölner Erzbischof Philipp II. von Daun mit einem freien Burgsitz in Medebach belehnt, wie schon vor ihm seine Vorfahren. Caspar von Dorfeld, Hermanns Sohn, wurde mit demselben Burgsitz belehnt. 1541 von Erzbischof Hermann V. von Wied, 1549 von Erzbischof Adolf von Schaumburg und 1557 von Erzbischof Anton von Schaumburg. 1541 wird auch ein Johann von Dorfeld, der Junge, von Erzbischof Hermann V. von Wied mit einem Burgsitz zu Medebach belehnt; derselbe ebenso 1548 von Erzbischof Adolf von Schaumburg und 1561 von Erzbischof Gebhard von Mansfeld. Ferner wird 1541 auch ein Bernd von Dorfeld mit einem Burgsitz zu Medebach belehnt. Als Bernd von Dorfeld 1548 verstorben war, wurde daraufhin Hildebrand Gogreve zu Brockhausen von Erzbischof Adolph mit dem Burglehen zu Medebach belehnt, da er dieses wegen seiner Gemahlin Anna von Dorfeld von seinem Schwiegervater als Heiratsgabe erhalten hatte. 1573 wird Caspar von Dorfeld, der Jüngere, von Erzbischof Salentin von Isenburg mit dem Medebacher Burgsitz belehnt, noch einmal 1593 von Erzbischof Ernst von Bayern. Caspar von Dorfeld († 1609) war 1577 Amtmann zu Isenberg in der Grafschaft Waldeck. Seine Tochter war in erster Ehe verheiratet mit Johann von Dalwigk, in zweiter Ehe mit Philipp Friedrich von und zu Padberg.
Die Familie erlosch in Westfalen im Mannesstamm mit dem Tod von Caspar von Dorfeld im Jahr 1609.
Ein Zweig der baltischen Derfelden kam über Estland nach Holland. Diese holländische Linie erlosch mit Gisbert Franco von Derfelden (1780–1857), holländischer Kammerherr und Geograph.

## Persönlichkeiten
- Johann von Dorfeld, 1381/1383 Propst im Augustinerinnenkloster Glindfeld
- Johann von Dorfeld, 1420/1443 Amtmann im Amt Medebach
- Hermann von Dorfeld (Durfelde), der Ältere, 1420/1452 Amtmann von Medebach, 1445 Amtmann im Amt Fredeburg, 1451 auch Amtmann zu Hallenberg, Schmallenberg und Winterberg[7]
- Caspar von Dorfeld († 1609), 1577 Amtmann zu Isenberg in der Grafschaft Waldeck

## Wappen
Blasonierung des Stammwappens: In Gold drei nach rechts schwimmende silberne Fische übereinander. Auf dem Helm ein offener goldener Flug, jeder Flügel mit den Fischen beladen, oder die Fische zwischen den Flügeln. Die Helmdecken sind gold-silbern.
Als Variante stellt Max von Spießen den Schild in Blau und auf dem Helm die drei Fische zwischen zwei blauen Straußenfedern dar. Die Helmdecken sind blau-silbern.

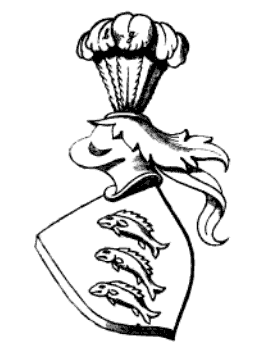
Wappen derer von Dorfeld bei Anton Fahne
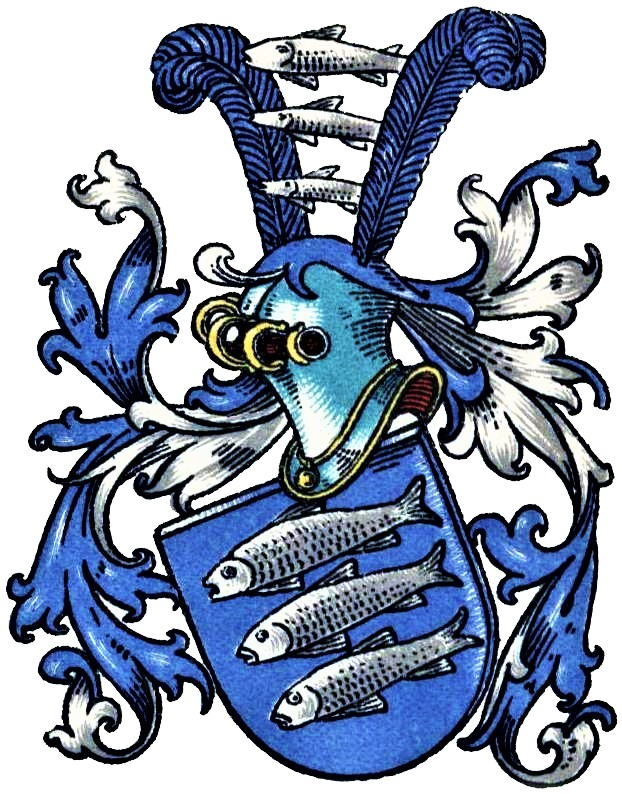
Wappenvariante derer von Dorfeld im Wappenbuch des Westfälischen Adels
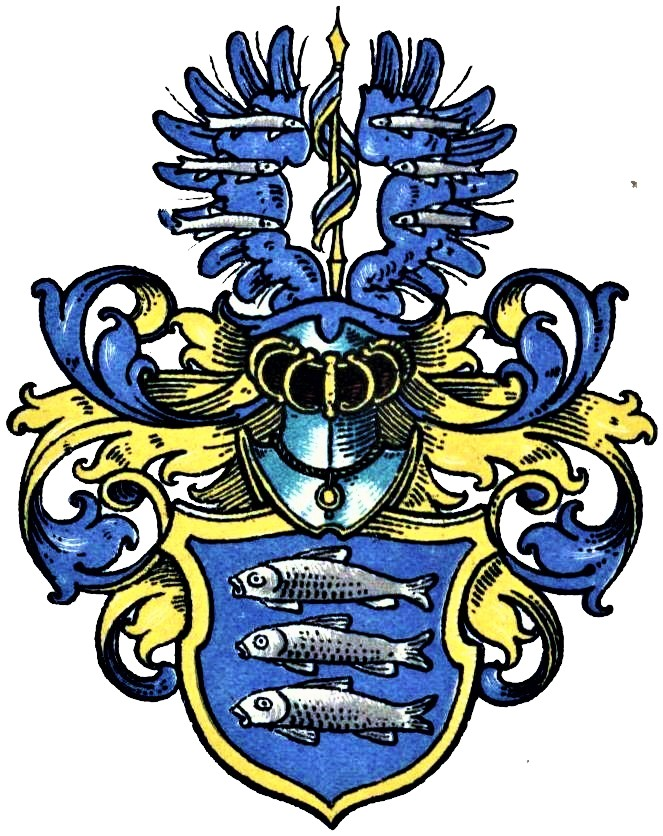
Wappen der niederländischen von Derfelden im Wappenbuch des Westfälischen Adels
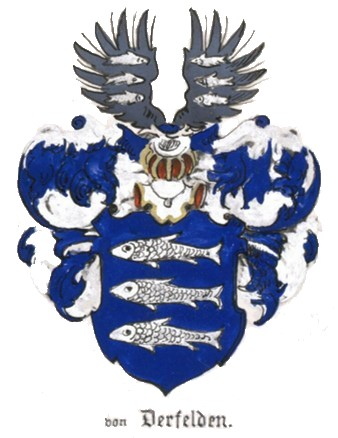
Wappen der baltischen Herren von Derfelden